# جمعية القديس نيكولاس في نيويورك
جمعية القديس نيكولاس في مدينة نيويورك هي منظمة خيرية في مدينة نيويورك، مكونة من الرجال المنحدرين من السكان الأوائل لولاية نيويورك.
وتحتفظ المنظمة بسجلات تاريخية وسجلات أنساب لمدينة نيويورك أيام الحكم الإنجليزي وأمستردام الجديدة أيام الحكم الهولندي.  
ساعدت الجمعية في الحفاظ على أقدم المباني التاريخية في مدينة نيويورك. وتمول الجمعية رقمنة أرشيفاتها الاستعمارية التاريخية؛ لتكون متاحة للعامة في جمعية نيويورك التاريخية.